# Júri

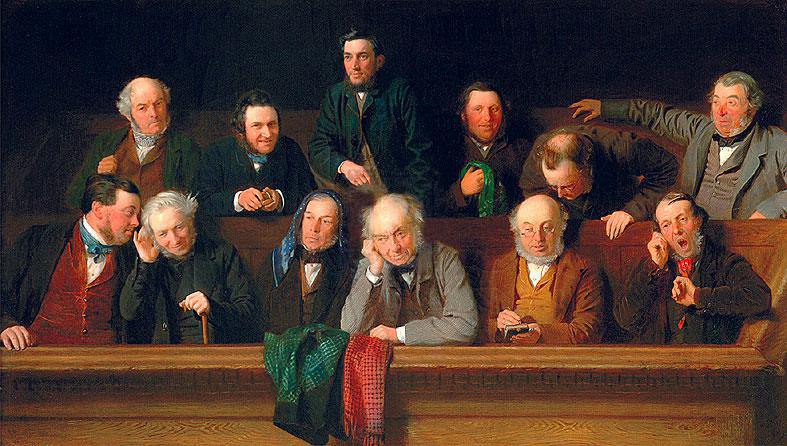
O Júri (1861), por John Morgan. Diferente da pintura, no Brasil é requerido que os jurados não se comuniquem entre si.

No Brasil, júri é o tribunal em que cidadãos, previamente alistados, decidem sobre a culpabilidade ou não dos acusados (réus), acerca de crimes dolosos contra a vida.
É composto por um juiz de direito (presidente), e mais 25 jurados sorteados por aquele. Seus princípios de funcionamento constam no artigo 5° da Constituição da República Federativa do Brasil promulgada em 1988. Os jurados convocados a comparecer ao julgamento não podem ter seus salários descontados pela falta ocasionada ao serviço naquele dia, além disso, recebem multa se faltarem ao julgamento sem justificativa.

## História
O  júri foi instituído no Brasil com a primeira Lei de Imprensa, a 18 de junho de 1822, que limitava a competência do júri ao julgamento de crimes de imprensa. Somente a partir da Constituição Imperial de 1824 passou-se a considerar o Júri como órgão do Poder Judiciário, tendo sua competência ampliada para julgar causas cíveis e criminais. Com o Código de Processo Criminal de 29 de novembro de 1832, o Brasil adotou um sistema misto, inglês e francês; este dava aos jurados competência sobre a matéria de fato enquanto que aquele, sobre a matéria de direito.
O Decreto-Lei 261 de 1841 desvinculou o sistema inglês e o francês e foi ratificado pela lei 2.033, de 1891, limitando a competência do Júri. As constituições de 1891 e a de 1934 mantiveram a soberania deste tribunal com algumas alterações. As mudanças foram paulatinas com o advento das demais Cartas Constitucionais ao longo do século XX. A outorga da Constituição de 1937, por exemplo, nada dispôs sobre o Instituto em questão, ganhando mero status de Lei Ordinária, a qual poderia ser revogada a qualquer tempo. No dia 15 de janeiro de 1938, o Decreto Lei no 167 veio a regulamentar o Instituto do Júri Popular, que apresentou nova interpretação quanto a Soberania dos Veredictos, já que caberia no caso de "injustiça da decisão", recurso ao Tribunal de Apelação. A nova decisão, muitas das vezes, levava a reforma in pejus de veredictos absolutórios, condenando a penas muito elevados. Somente com a Constituinte de 1946, o Júri voltou a ter status de um Tribunal impelido pelo mais puros e sinceros ideais democráticos, estabelecendo as seguintes características: número impar de seus membros, o sigilo da votação, a plenitude da defesa do réu, a soberania dos veredictos, e a exclusividade quanto à competência para julgar crimes dolosos contra a vida.
Por fim, a Carta de 1967 e a emenda constitucional nº. 01 de 1969 e a Constituição de 1988 mantiveram a instituição com as características que foram estabelecidas na carta de 1946. O Júri na atual Constituição está disciplinado no art. 5º, XXXVIII, sendo direito e garantia individual, portanto não pode ser suprimido nem por emenda constitucional por se tratar de cláusula pétrea. Importante se faz mencionar seus princípios, a saber, plenitude da defesa, o sigilo nas votações, a soberania do veredicto e a competência mínima para julgamento dos crimes dolosos contra a vida,
- A competência é ampliada nos casos de conexão e continência (por exemplo, homicídio doloso e ocultação de cadáver, o Júri é responsável pelo julgamento dos dois crimes);
- Nos crimes dolosos contra a vida, o possuidor de foro privilegiado previsto na Constituição Federal será julgado pelo juízo especial e o cidadão comum (mesmo que cometa o crime em concurso com esse) pelo Tribunal do Júri: fato que pode acarretar decisões conflitantes;
- O foro privilegiado previsto exclusivamente na Constituição Estadual, como ocorre com vereadores, procuradores do estado ou membros da defensoria pública, serão julgados pelo Tribunal do Júri quando acusados de crimes dolosos contra a vida (súmula 721, STF);
- É competência do Tribunal de Justiça julgar vice-governadores, deputados estaduais e secretários de estado acusados de crimes dolosos contra a vida.

Por fim, cabe ainda registrar sobre a história do tribunal do júri que é controverso se a “soberania do júri”, justificado como uma garantia do cidadão e da sociedade, não estaria em contradição com o capítulo sobre os próprios Direitos e Garantias Individuais que a Constituição de 1988 assegura, na medida em que o cidadão submetido ao tribunal do júri não pode saber porque foi condenado ou absolvido. Por isso, tem sido proposto que, para que a história do tribunal do júri prossiga sua evolução, superando a fase de “absolutismo” do júri (fundada no sigilo e soberania absolutos), cogita-se que o tribunal do júri passe a funcionar de acordo com princípios consagrados do Direito, fundado no direito e na prova.